# Martensville
Martensville – miasto w Kanadzie, w prowincji Saskatchewan.